# Mate Lacić
Mate Lacić (ur. 12 września 1980 w Splicie) – chorwacki piłkarz występujący na pozycji obrońcy.

## Kariera
Karierę piłkarską Lacić rozpoczął w zespole NK Mosor. W 1999 roku zaczął grać w NK Split. Następnie występował w amatorskim zespole TSV 1860 Monachium, gdzie w pierwszym sezonie rozegrał 19 spotkań i strzelił dwa gole. W sezonie 2002/03 reprezentował barwy NK Rijeka, zaś później NK Široki Brijeg (z zespołem tym został mistrzem Bośni i Hercegowiny), NK Posušje oraz Maccabi Netanja.
Na rundę wiosenną sezonu 2005/06 Lacić dołączył do Dyskobolii Grodzisk Wielkopolski. W klubie tym zadebiutował 4 marca 2006 roku w przegranym meczu ligowym z Wisłą Kraków. Do końca rozgrywek rozegrał jeszcze 11 spotkań w Ekstraklasie. W sezonie 2006/07 wystąpił w 26 meczach w lidze i zdobył jedną bramkę (w zremisowanym 1:1 spotkaniu z Odrą Wodzisław). Poza tym, wraz z Dyskobolią wywalczył Puchar Polski oraz Puchar Ekstraklasy. W czerwcu 2007 roku Chorwatowi wygasł kontrakt z Dyskobolią, przez co opuścił klub.
W lutym 2008 roku Lacić podpisał półtoraroczną umowę z Zagłębiem Lubin. Zadebiutował w drużynie 23 lutego w wygranym pojedynku ligowym z GKS-em Bełchatów. Do końca sezonu rozegrał jeszcze osiem spotkań. Zagłębie, ze względu na udział w aferze korupcyjnej spadło z najwyższej klasy rozgrywkowej. W sezonie 2008/09 Chorwat wystąpił w 18 meczach I ligi.
26 lutego 2009 roku Lacić przeszedł do GKS-u Bełchatów. Po rozegraniu jednego spotkania w Młodej Ekstraklasie, 14 marca zadebiutował przeciwko Wiśle Kraków (0:0). W całym sezonie rozegrał 11 ligowych meczów i zdobył jednego gola. W maju przedłużył z klubem swój kontrakt o kolejne dwa sezony, rozwiązując go na początku 2013 roku. 11 lutego tego roku związał się z Cracovią.